# Lungta
Lungta es, dentro de la mitología budista, el caballo del viento, mensajero de los dioses, el cual puede recorrer todo el universo en el tiempo transcurrido desde la salida hasta la puesta del sol.
Se considera que es una figura mítica de tiempos pre budistas.